# Danmarks Cykle Union
Danmarks Cykle Union (DCU) er cyklingens officielle specialforbund i Danmark og medlem af Danmarks Idræts-Forbund og Danmarks Olympiske Komité.
Danmarks Cykle Union blev stiftet i 1946. Unionen er en sammenlægning af Dansk Cykle Union for Landevejssport og Dansk Bicykle Club.
I 2022 var der over 300 klubber og 30.779 medlemmer under DCU.
Unionen er blandt andet arrangør af den største tilbagevendende sportsbegivenhed i Danmark, Post Danmark Rundt.

## Vision 25-50-75
I 2015 indgik Danmarks Cykle Union en aftale om at indgå i Visionsprojektet "Bevæg dig for livet" med DGI og DIF.
Baggrund: Nordea-fonden og TrygFonden indgår i et tæt partnerskab med DIF, DGI og en række specialforbund om at realisere de to idrætsorganisationers Vision 25-50-75. Det blev afsløret på et pressemøde tirsdag den 24. marts, hvor også H.K.H. Kronprins Frederik deltog og gav sin opbakning til visionen.
Visionens målsætning er, at 75 procent af danskerne i 2025 skal dyrke idræt, og at 50 procent af befolkningen skal dyrke idræt i en forening. Nordea-fonden og TrygFonden bidrager i de kommende tre år hver med 10 millioner kroner årligt – altså 60 millioner kroner i alt. I samme periode bidrager DIF og DGI med tilsammen 40 millioner kroner. Der er dermed tale om den største partnerskabsaftale i dansk idræts historie.
Visionens navn er "Bevæg dig for livet".
Målet er at sætte Danmark i bevægelse, motivere til fællesskab og skabe nye ideer til at dyrke idræt og motion.

## Formænd
| Formand                  | Periode     | Bemærkning                                    |
| ------------------------ | ----------- | --------------------------------------------- |
| Frederik Knudsen         | 1946 – 1947 | København (Dansk Bicycle Club)                |
| Svend Hansen             | 1947 – 1950 | Aarhus (Aarhus Bane Klub)                     |
| Kaj Holm                 | 1950 – 1956 | Aarhus (Aarhus Bane Klub)                     |
| Aage Christensen (fung.) | 1956 – 1957 | København (Dansk Bicycle Club)                |
| Svend Gredsted           | 1957 – 1960 | København (Politikommissær)                   |
| Erhard Jakobsen          | 1960 – 1964 | København (Borgmester i Gladsaxe Kommune, MF) |
| Poul Johansen            | 1964 – 1969 | København (Direktør hos Scaniadam)            |
| Jens Peter Jensen        | 1969 – 1971 | Odense (Chefredaktør på Fyns Tidende, MF)     |
| Carlo W. Sørensen        | 1971 – 1977 | Odense (Odense Cykelbane Klub)                |
| Bruno Fjelstrup          | 1977 – 1978 | København (Dansk Bicycle Club)                |
| Christian Pedersen       | 1978 – 1981 | København (Ordrup CC)                         |
| Thorkild Madsen (fung.)  | 1981        | København (Dansk Bicycle Club)                |
| Steffen Nielsen          | 1981 – 1985 | København (Køge Cykel Ring)                   |
| Jens Lindblom            | 1985 – 1990 | København (Lyngby CC)                         |
| Peder Pedersen           | 1990 – 2005 | Odense (Cykling Odense)                       |
| Tom Lund                 | 2005 – 2013 | København (PBS/Nets samt ABC)                 |
| Niels Sørensen           | 2013 – 2016 | Hobro (Hobro CK)                              |
| Henrik Jess Jensen       | 2016 – 2023 | Aalborg (Aalborg CR)                          |
| Morten Anderson          | 2023 – 2024 | København (Amager CR)                         |
| Johnny Lillelund (fung.) | 2024 – 2025 | Køge (Mountainbike Club Vejle)                |
| Morten Anderson          | 2025 – nu   | København (Amager CR)                         |

## Æresmedlemmer
- 1989: Henrik Elmgreen
- 1990: Gert Vind Jensen
- 1990: Jens Lindblom
- 1991: Ole Ritter
- 1997: Carsten H. Pedersen
- 1999: Kurt Marcussen
- 2003: Henning Sørensen
- 2004: Niels Fredborg
- 2006: Ole Kjeldsen
- 2013: Tom Lund
- 2016: Niels Sørensen
- 2023: Henrik Jess Jensen
- 2023: Jakob Knudsen